# Journée mondiale de la statistique
La Journée mondiale de la statistique est une manifestation mondiale visant à promouvoir l'importance de la statistique officielle. Créée par la Division de statistique de l'ONU, elle a été officiellement célébrée pour la première fois le 20 octobre 2010.

## Objectifs et thèmes
En France, les Journées nationales de la statistique sont célébrées depuis 1970 et représentent le plus important congrès annuel des statisticiens français. Organisées par la Société française de statistique (SFdS), ces journées attirent plus de 500 chercheurs, enseignants et praticiens français, francophones et étrangers. En 2010, cette manifestation a eu lieu à Marseille sur le campus de la faculté des Sciences de Luminy de l'Université de la Méditerranée entre le 24 et le 28 mai 2010.
Afin de mettre en avant les avancées dans le domaine de la statistique officielle, la Division de statistique de l’ONU propose d’organiser une Journée mondiale de la statistique. Cette dernière est donc une manifestation ponctuelle dont le principal but est de renforcer l’impact des journées de la statistique qui existent déjà et également d’inciter un plus grand nombre de pays à célébrer les avancées de la statistique.
Célébrée pour la première fois le 20 octobre 2010 — au moment où de nombreux pays procèdent au recensement de leur population — la Journée mondiale de la statistique est l’occasion pour les pays de lancer d’importants produits statistiques ou de gagner l’appui des décideurs et du public pour des projets statistiques plus ambitieux. Elle vise également à faire connaître les nombreuses contributions de la statistique officielle à un large public, en rassemblant les producteurs de statistiques et leurs utilisateurs, appuyant ainsi cette discipline. Enfin, elle est l’occasion de rendre hommage au service fourni par les institutions internationales, régionales et sous-régionales en promouvant et favorisant le développement des systèmes statistiques nationaux.

## Modes de célébration
Au titre de « célébration des nombreuses avancées de la statistique officielle », les pays peuvent choisir les activités qui leur conviennent le mieux. Un séminaire régional, un communiqué de presse ou encore une exposition sont des exemples d’actions possibles. La Division de statistique guidera et coordonnera l’organisation de toute manifestation. Dans le cadre des activités qu’elle mène habituellement, c’est-à-dire renforcer les capacités statistiques nationales et le système statistique mondial, elle fournit autant que possible une assistance aux pays pour assurer la publicité nécessaire, l’organisation de séminaires ou de manifestations.
Ces organisations statistiques cherchent à mettre en avant leur travail et veulent que leurs données soient visibles, comprises et utilisées par un large public. L’Association internationale pour les statistiques officielles ouvre la toute première journée mondiale de la statistique par une conférence le 20 octobre 2010 à Genève. Les organisations internationales et régionales sont encouragées à organiser des activités analogues.
En France, de nombreux événements sont organisés comme des conférences, des journées d’étude, des portes ouvertes, afin de sensibiliser les individus à l’émergence des statistiques. Présentant ainsi de manière plus particulière certains logiciels statistiques ou encore les travaux qui en résultent. Ces manifestations peuvent s’adresser à un large public ou bien se dérouler dans un cadre plus privé tout en s’adressant à des étudiants, des enseignants ou des entreprises.

## Manifestations et opérations dans les IUT[5]
Durant cette journée, de nombreuses conférences sont organisées, ce mode de communication semble être le plus répandu. En effet, on peut répertorier des colloques, traitant des statistiques dans leur globalité, organisés par les IUT STID (Statistique et Traitement Informatique Décisionnelle) de Carcassonne, Menton ou encore Lyon. D’autres IUT STID, quant à eux, vont chercher à traiter de la statistique dans un domaine d’application plus ciblé. Par exemple, l’IUT STID de Lisieux soumet un débat sur les méthodes de krigeage (méthode locale) ou encore le département STID de Niort se focalise sur les statistiques publiques comme support de décision. Le département STID de Pau propose une présentation d’un logiciel statistique accompagnée de démonstrations concrètes. À Metz, le département STID présente même une visioconférence.
Quelques IUT STID, comme celui de Grenoble, mettent en place une diffusion d’informations plus poussée, particulièrement portée sur la communication, par des journées portes ouvertes proposant des rencontres avec des professeurs et/ou des entreprises. Dans ce cadre, des témoignages peuvent dévoiler l’utilité et l’importance des statistiques dans le monde actuel, c’est le cas de l’IUT STID de Roubaix.
Tous les IUT ne se bornent pas à célébrer cette journée uniquement au sein de leur établissement. Certains cherchent également à aller à la rencontre du public. Par exemple, l’IUT STID de Vannes se déplace au forum des entreprises afin de faire connaître la valeur de la statistique. Dans la même optique, l’IUT STID de Paris Descartes propose une approche directe de cet enseignement auprès des lycéens. Alors qu’une partie de ces étudiants expose leur discipline au sein d’une trentaine de lycées, l’autre partie se charge de la communication de cet évènement, par le biais d’affiches, de communiqués de presse ou encore de publications sur Facebook. Ces diverses manifestations organisées autour de la statistique ont pour but de faire connaître davantage le département STID.